# Ваулово (Вареговское сельское поселение)
Не следует путать с одноимённой деревней Большесельского района, и населёнными пунктами, расположенными в соседнем Тутаевском районе: посёлком, деревней и селом.
Ваулово — станция как населённый пункт в Большесельском районе Ярославской области России. Входит в Вареговское сельское поселение.

## География
Населённый пункт расположен при одноимённой железнодорожной станции, на северо-востоке района. Это единственный населённый пункт района, расположенный с севера от железной дороги Ярославль—Рыбинск непосредственно на границе с Тутаевским районом. В составе последнего, к востоку на небольшом удалении от станции, находится посёлок Ваулово.

## Население
| 2007 | 2010 |
| ---- | ---- |
| 16   | ↗23  |

По данным статистического сборника «Сельские населенные пункты Ярославской области на 1 января 2007 года», в посёлке при станции Ваулово проживает 16 человек.